# José María Velasco Gómez Obregón
José María Velasco y Gómez-Obregón (Temascalcingo, Departamento de México, 6 de julio de 1840 - Villa de Guadalupe Hidalgo, Ciudad de México, 26 de agosto de 1912) fue un pintor paisajista mexicano.

## Infancia
José María Velasco nació el 6 de julio de 1840 en Temascalcingo, Estado de México. Según su fe de bautismo, recibió los nombres de José María Tranquilino Francisco de Jesús Velasco y Gómez-Obregón. Fue el primero de cinco hijos de don Felipe Velasco y doña María Antonia Gómez-Obregón de Velasco. En 1849, su familia se trasladó a la Ciudad de México, donde cinco meses después falleció don Felipe, padre de José María, víctima de una epidemia de cólera morbo que azotó a la ciudad en 1850.
Tras la muerte de su padre, José María trabajó como dependiente en una tienda de ropa mientras cursaba sus estudios en el Colegio Lancasteriano de Santa Catarina Mártir. Fue allí donde empezó a sentir una gran afición por el dibujo y a mostrar sus notables habilidades. Al mismo tiempo que vendía rebozos, asistió a  clases nocturnas en la Escuela de Bellas Artes de la Academia de San Carlos, donde fue alumno del italiano Eugenio Landesio, quien lo guio por el camino del realismo y el arte del paisaje.
En 1858, a los 18 años, le otorgaron la plaza de profesor en la Academia de San Carlos en la materia de Perspectiva, gracias a sus estudios. Continuó sus estudios en anatomía, zoología, geografía y arquitectura, conocimientos clave para plasmar en sus pinturas realistas una técnica depurada, creando un estilo muy identificable. "Fue ese sentido visual, su sensibilidad y sus conocimientos los que le imprimieron a sus paisajes una personalidad propia".

## Primeros años en San Carlos
En 1855, José María Velasco concluyó sus estudios primarios y, gracias al señor Luis Ponce de León, ingresó ese mismo año a la Real Academia de Bellas Artes de San Carlos de México para estudiar por las noches lo que más le apasionaba. Durante tres meses, Velasco dibujó en los corredores de la Academia bajo la dirección del señor Miguel Mata, hasta que, junto con el escultor Felipe Sojo, tuvo la oportunidad de recibir clases del señor Juan Urruchi. Pocos meses después, ingresó a la clase de paisaje impartida por el célebre pintor italiano don Eugenio Landesio, originario de Turín, quien llegó a México por iniciativa del director de la academia, el pintor español Pelegrín Clavé, ya que Landesio, habiendo sido discípulo de Károly Markó, dominaba la técnica del paisaje. Landesio habló mucho a sus alumnos sobre las reglas de composición, les comentaba sobre sus estudios y obras, las de Markó, y les hacía notar todas las bellezas que encontraba a su paso, prestando atención a los detalles de luz, color y forma. Por otro lado, desde que Velasco se inició en los corredores de la Academia con sus primeros ensayos, también emprendió el estudio de las ciencias que consideraba convenientes para su futura profesión.

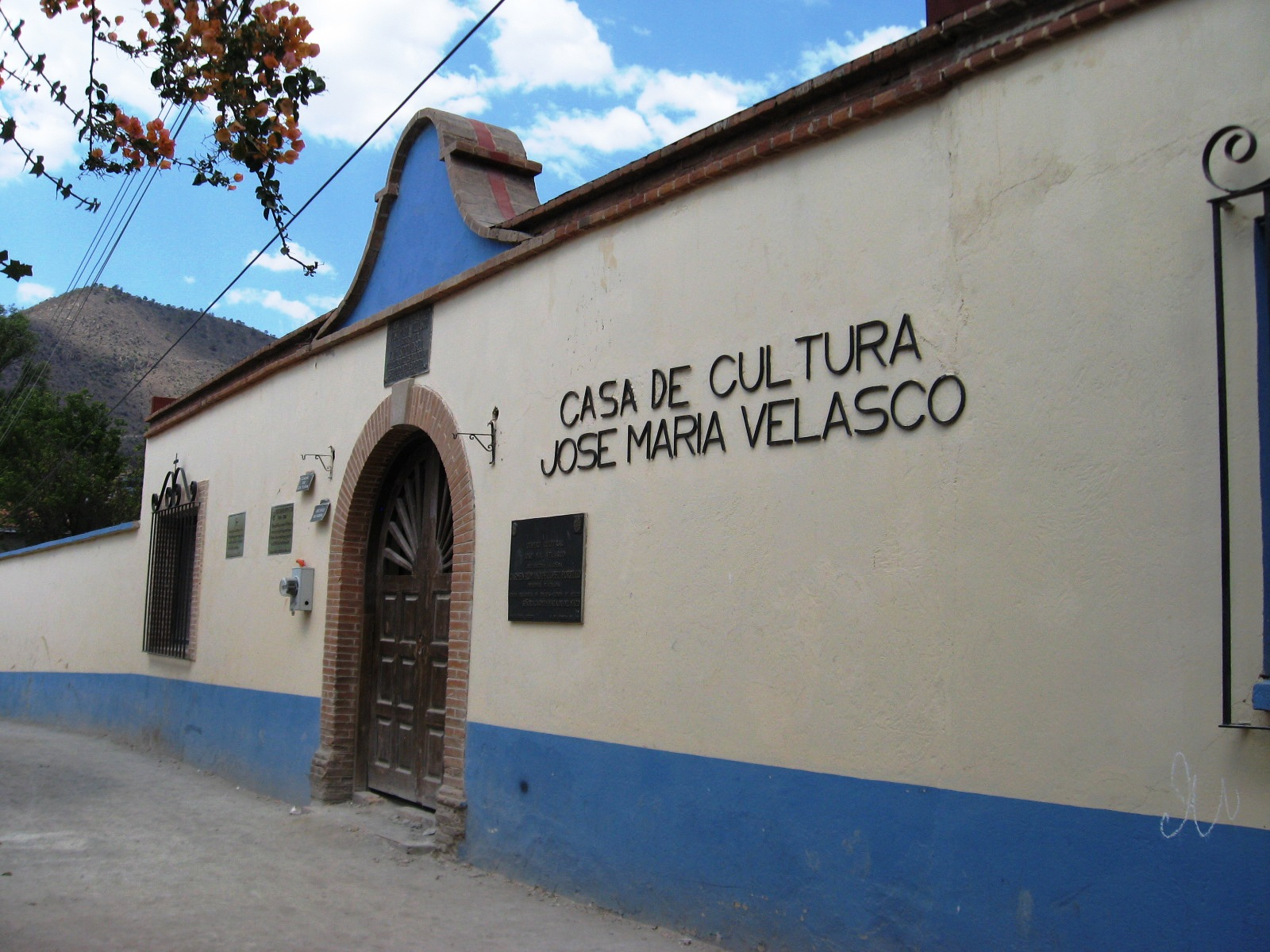
Casa de Cultura José María Velasco en Temascalcingo, Estado de México.

Velasco tomó clases de Anatomía impartidas por el Dr. Manuel Carpio, estudió Geología en el Palacio de Minería y también tomó clases de Botánica, Zoología, Matemáticas y Física.
La escasez de recursos económicos lo llevó a dudar de si debía continuar con sus estudios. Sin embargo, en 1860, el pintor Santiago Rebull llegó a México procedente de Europa para ocupar el puesto de director general de la Real Academia de Bellas Artes de San Carlos. Ese año, Landesio y Rebull organizaron un concurso cuyo premio sería una pensión para el ganador. Velasco obtuvo el premio con su obra del Exconvento de San Agustín. Este triunfo, además de solucionar sus problemas económicos, lo llenó de confianza y entusiasmo, y lo impulsó a dedicarse con mayor ahínco a su carrera, lanzándose al campo con el objetivo de pintar del natural.
En la época en que José María Velasco ingresó a la Academia de San Carlos, el tema predominante de los pintores de México era la figura humana en sus distintas variantes: composiciones religiosas, mitológicas, históricas, etc. El hecho de que Velasco dedicara la mayor parte de sus obras a la representación de la naturaleza lo posiciona como un innovador en la pintura y la ecología de su tiempo. Su sentido visual, su sensibilidad y sus conocimientos le permitieron percibir más allá de lo que una persona normalmente dotada puede observar en cuanto a la forma, coloraciones y características del paisaje.
Cuando Velasco inició formalmente sus estudios, sus trabajos fueron influenciados en gran medida por la técnica de Landesio. Sin embargo, pronto Velasco comenzó a percibir el paisaje de México con sus propios ojos de mexicano, alejándose poco a poco de las características académicas del arte que se practicaba en la segunda mitad del siglo XIX. Con una personalidad propia y bien formada, logró crear obras maestras que le valieron su consagración tanto en América como en Europa.
Se cita: "La pintura de José María Velasco puede ser una buena manera de comprender estas caleidoscópicas ideas. Salta a la vista que el paisaje del Valle de México pintado por él tras su diáfana presencia, encierra una compleja construcción, una ingeniería de perspectivas aéreas, líneas, proporciones, volúmenes y colores que resulta difícil concebir o encontrar antes de Velasco, por más que haya habido diversos y nobles antecedentes, como los artistas Rugendas, Nebel o los pintores de inicios del siglo XIX."
Velasco fue un pionero en la representación de la naturaleza y el paisaje mexicano en sus obras, lo que le permitió abrir nuevos caminos en la pintura y la ecología de su época. Su legado artístico sigue siendo apreciado y estudiado en la actualidad, tanto en México como en el extranjero.

## Vida profesional y familiar

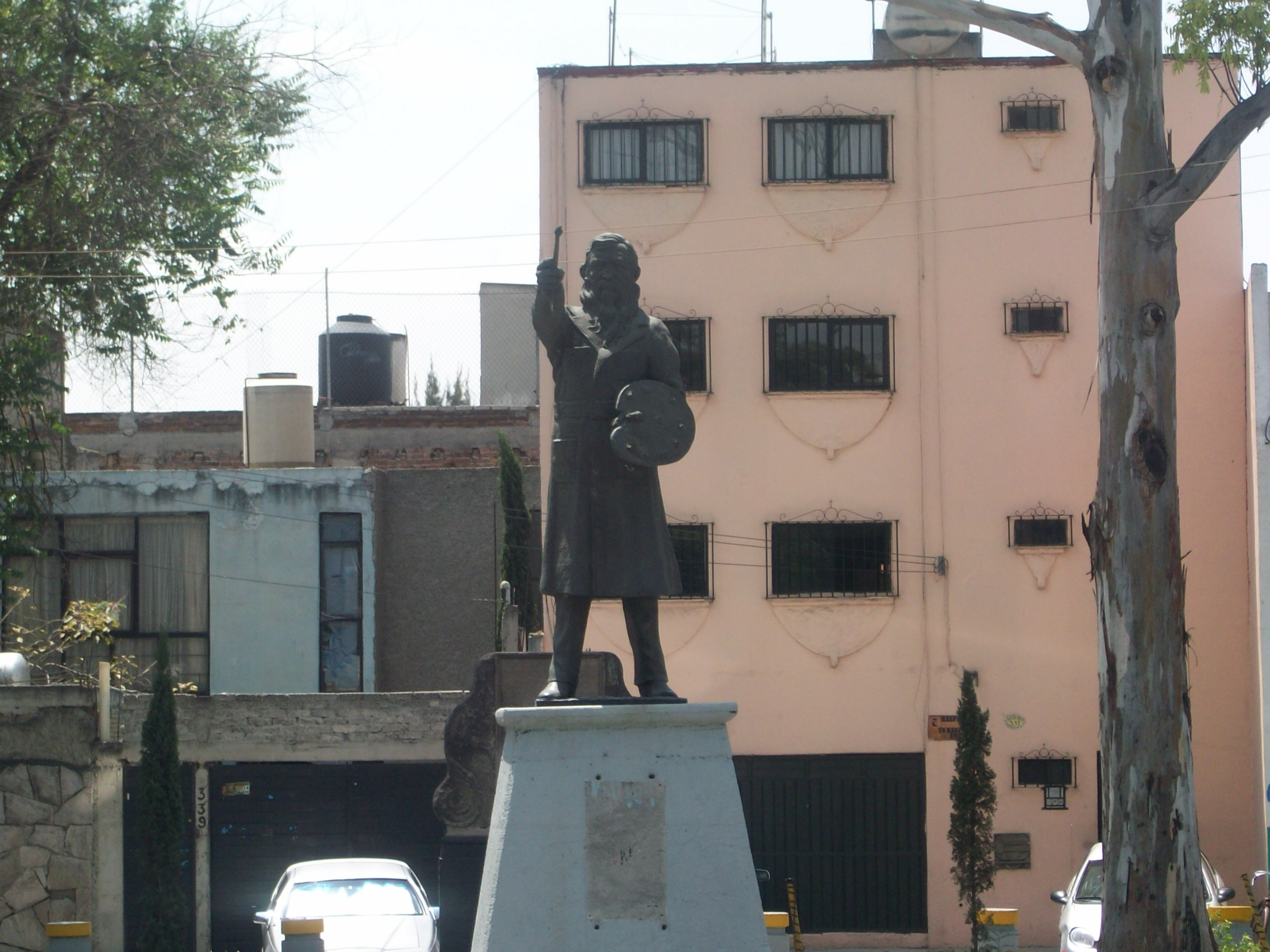
Monumento a José María Velasco en la Calzada de los Misterios.

En el año de 1868, Velasco fue nombrado Profesor de Perspectiva y fue entonces cuando renunció a la pensión que disfrutaba. En este mismo año contrajo matrimonio con la señorita Luz Sánchez Armas Galindo, siendo sus testigos de bodas su hermano el Dr. Ildefonso Velasco y su maestro Eugenio Landesio, lo que deja ver la amistad que ya existía entre estos dos paisajistas fuertemente identificados.
Producto de su matrimonio nació su hija Mercedes Velasco Sánchez Armas, cuyos descendientes rindieron homenaje al pintor en 2007.
En el año de 1888 tuvo el honor de ser comisionado por el Gobierno de México como jefe de la delegación que asistiría a Francia llevando pinturas de varios autores, para ser exhibidas en la Exposición Universal de París, con la que se conmemoraba el primer centenario de la Revolución francesa. Fueron 68 las obras que se presentaron de Velasco en esa ocasión.
En su correspondencia de esa época expresaba:

"... los cuadros míos han producido mucho efecto, agradan bastante y se han sorprendido de ver que en México se puedan pintar estas obras que juzgan de bastante mérito [...] mis cuadros han gustado, todos los elogian y les llaman la atención. [...] Ayer he recibido la Condecoración de Caballero de la Legión de Honor, es una recompensa que me honra mucho y la considero como una gran distinción. Estoy muy contento de haber recibido este premio que me recompensa sobradamente el gran sacrificio de haberme separado de mi familia..."

En 1893 concurre a la Exposición Mundial Colombina de Chicago, a la exposición con la que se festejaba el cuarto centenario del descubrimiento de América.

## Últimos años
Durante este período, José María Velasco sufrió un ataque al corazón. A pesar de la enfermedad, continuó pintando con determinación. En 1902, dejó de enseñar la asignatura de Perspectiva en la Academia de San Carlos. A partir de 1905, aunque su producción artística seguía siendo abundante, se dedicó a pintar casi exclusivamente en su casa en la Villa de Guadalupe Hidalgo. Velasco falleció el 26 de agosto de 1912 y fue sepultado en el panteón del Tepeyac.

## Homenajes
En 1962, en la Ciudad de México la Galería José Clemente Orozco cambia de nombre a Galería José María Velasco en honor al artista.
El 6 de julio de 2012 en conmemoración del 172 aniversario del natalicio de José María Velasco el buscador Google le dedica un doodle.
En conmemoración de su 172 aniversario de su natalicio del 15 de julio al 12 de agosto del 2012 hubo una promoción nacional de verano para poder visitar museos en homenaje a él.
Hay una estación de la línea 1 del Metrobús de la Ciudad de México llamada "José María Velasco". El icono de dicha estación es una montaña, haciendo referencia al arte paisajista de Velasco.

## Galería

Estudios
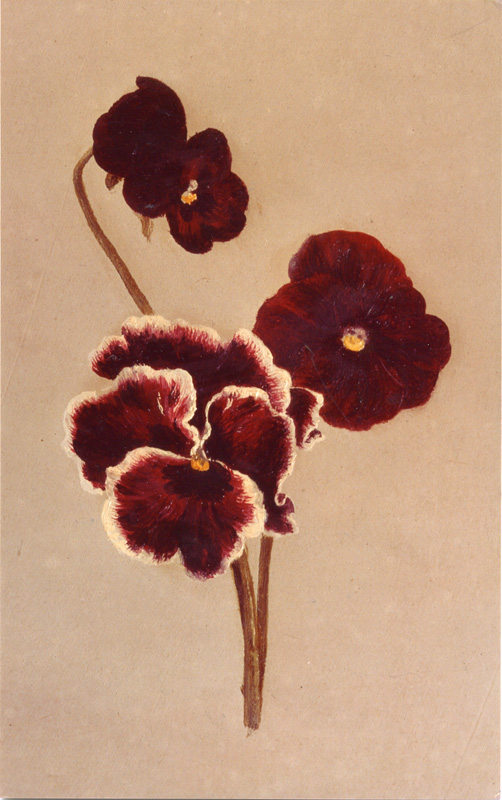
Estudio de pensamientos.
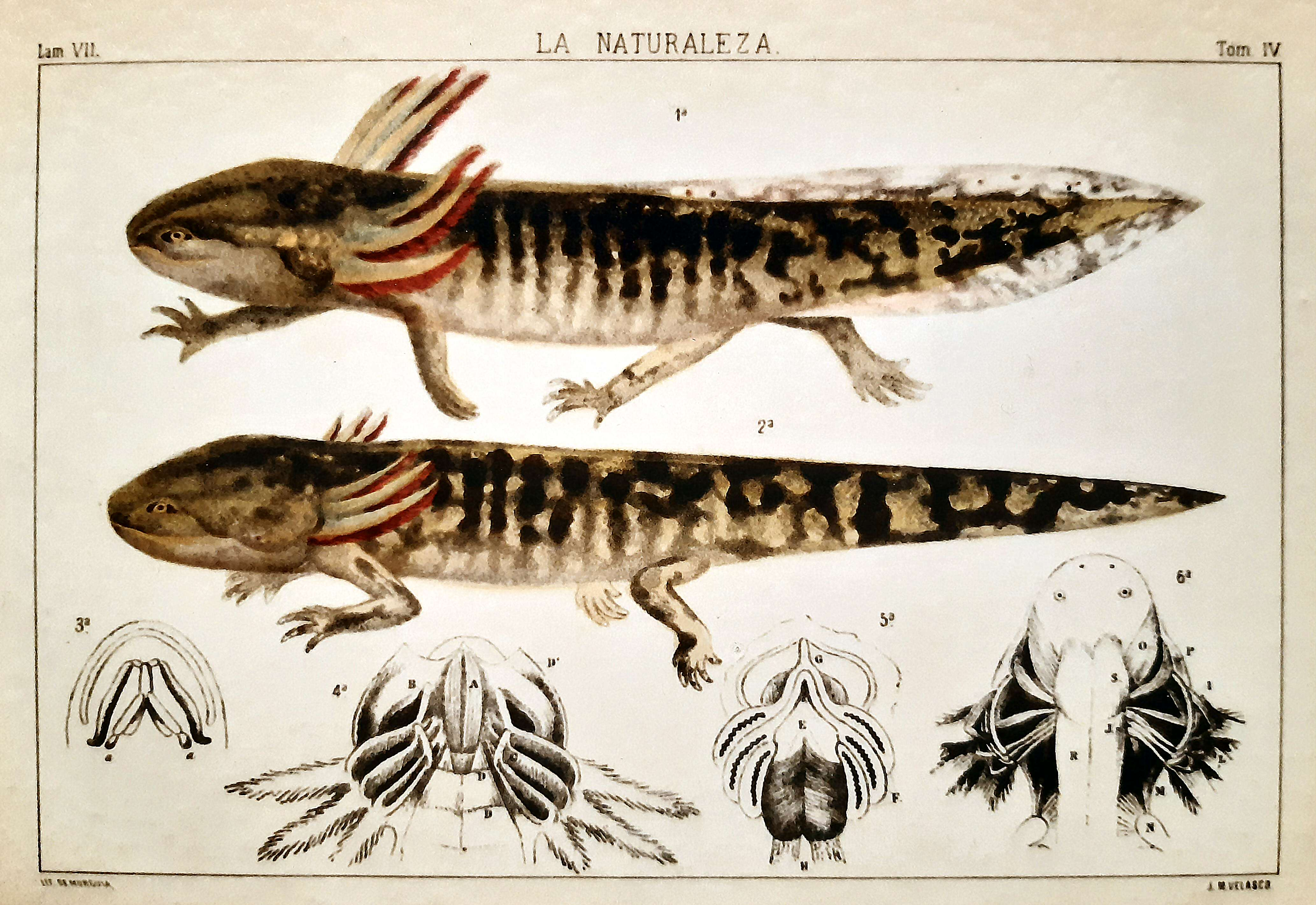
Estudio de Axolote
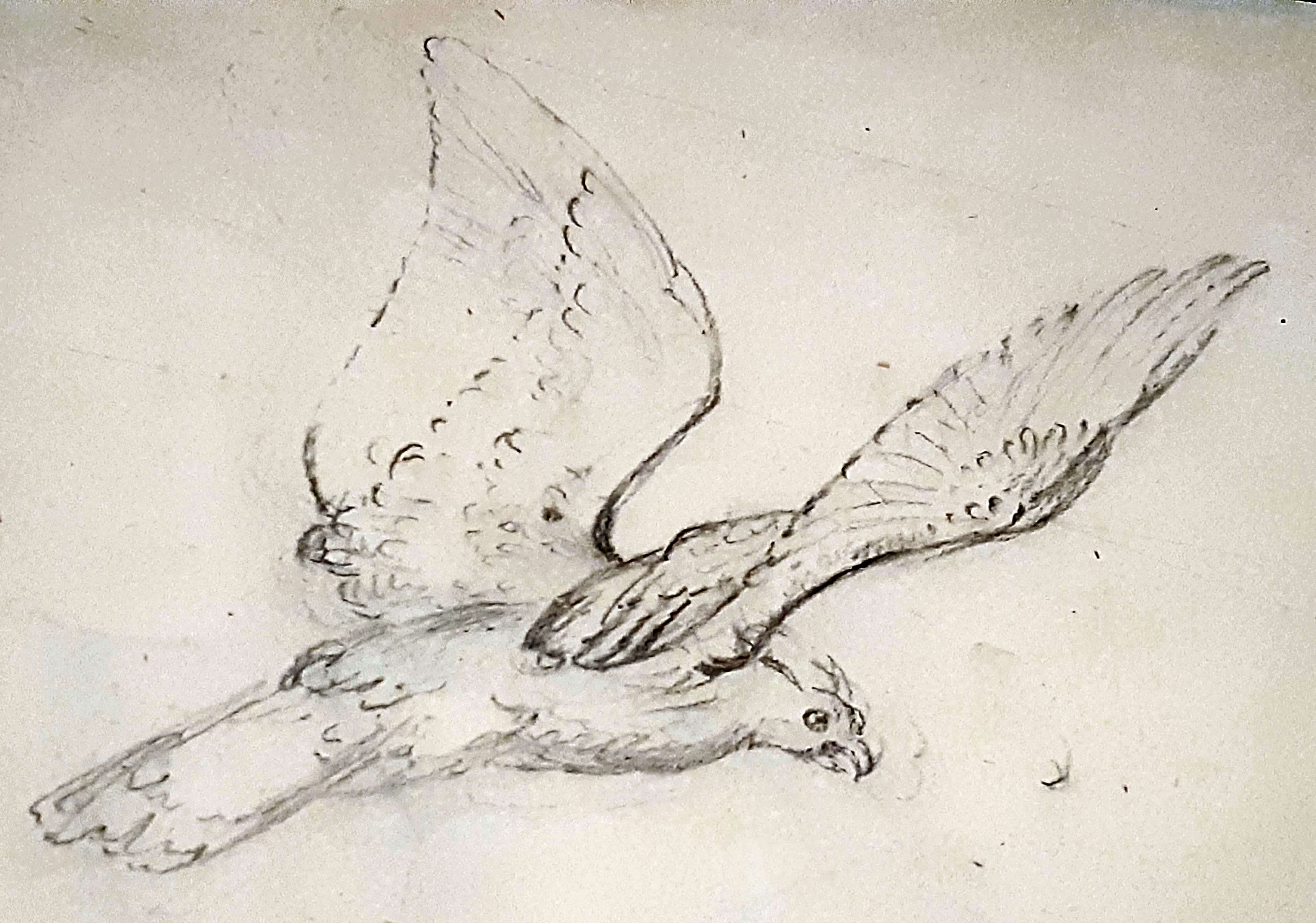
Estudio de Águila Arpía para El valle de México
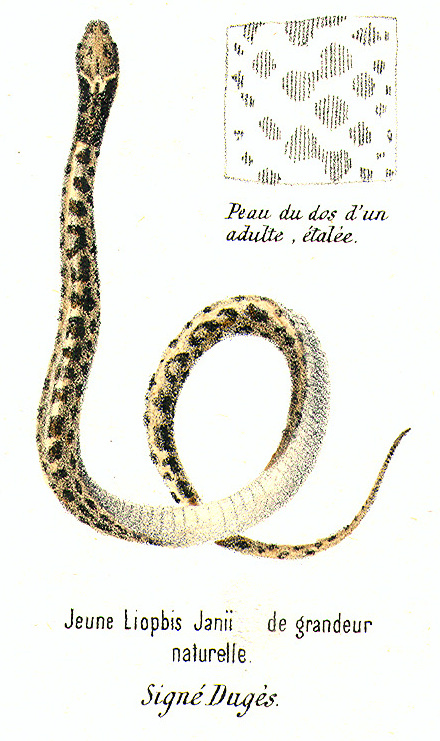
Estudio de una víbora

Pinturas
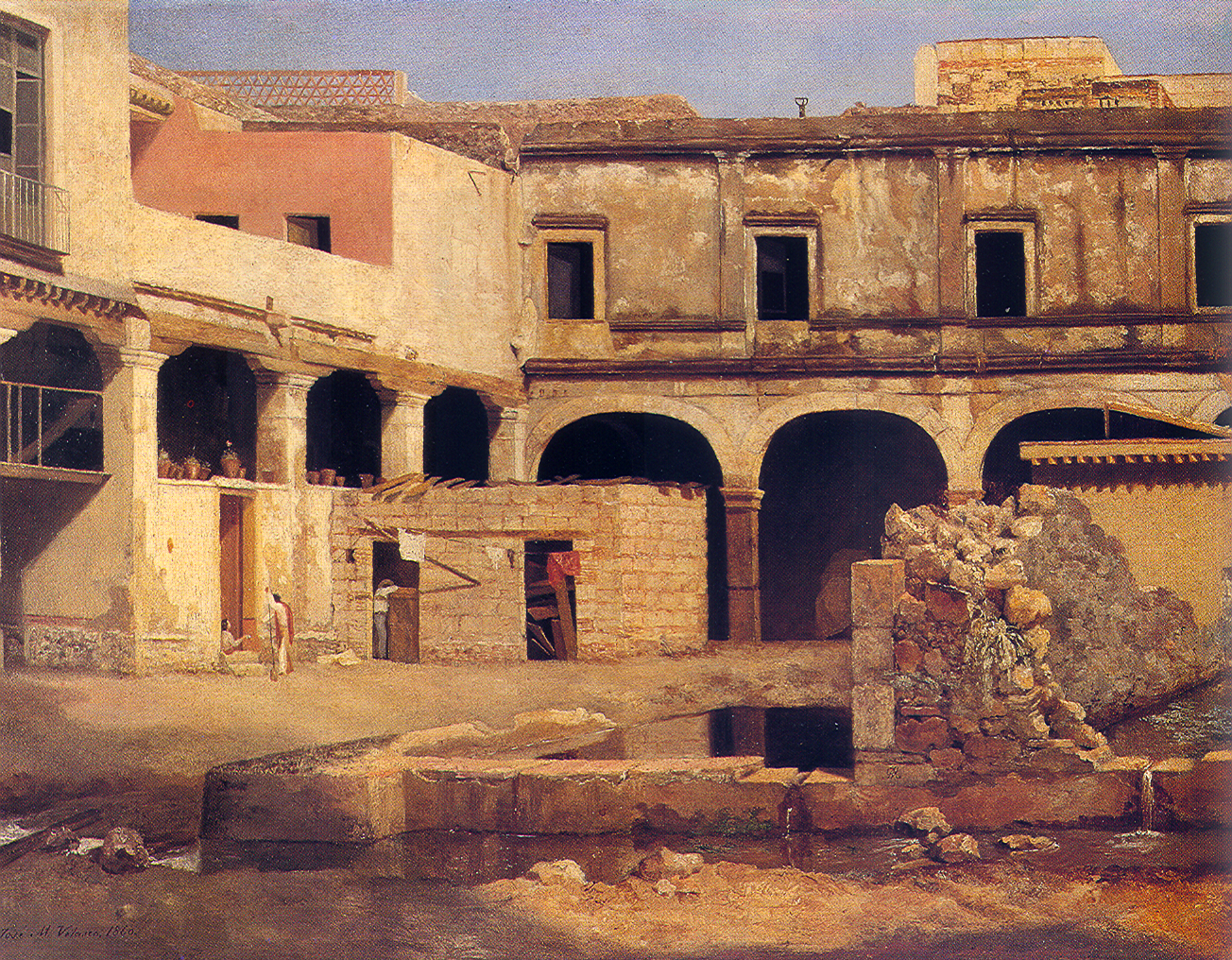
Patio del Exconvento de San Agustín.
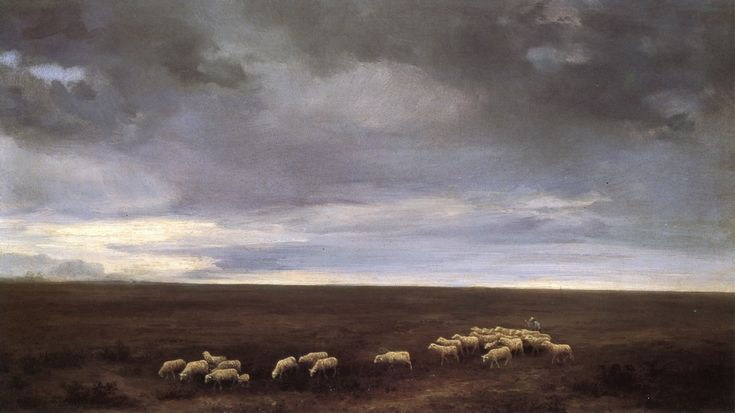
Lumen in coelo.
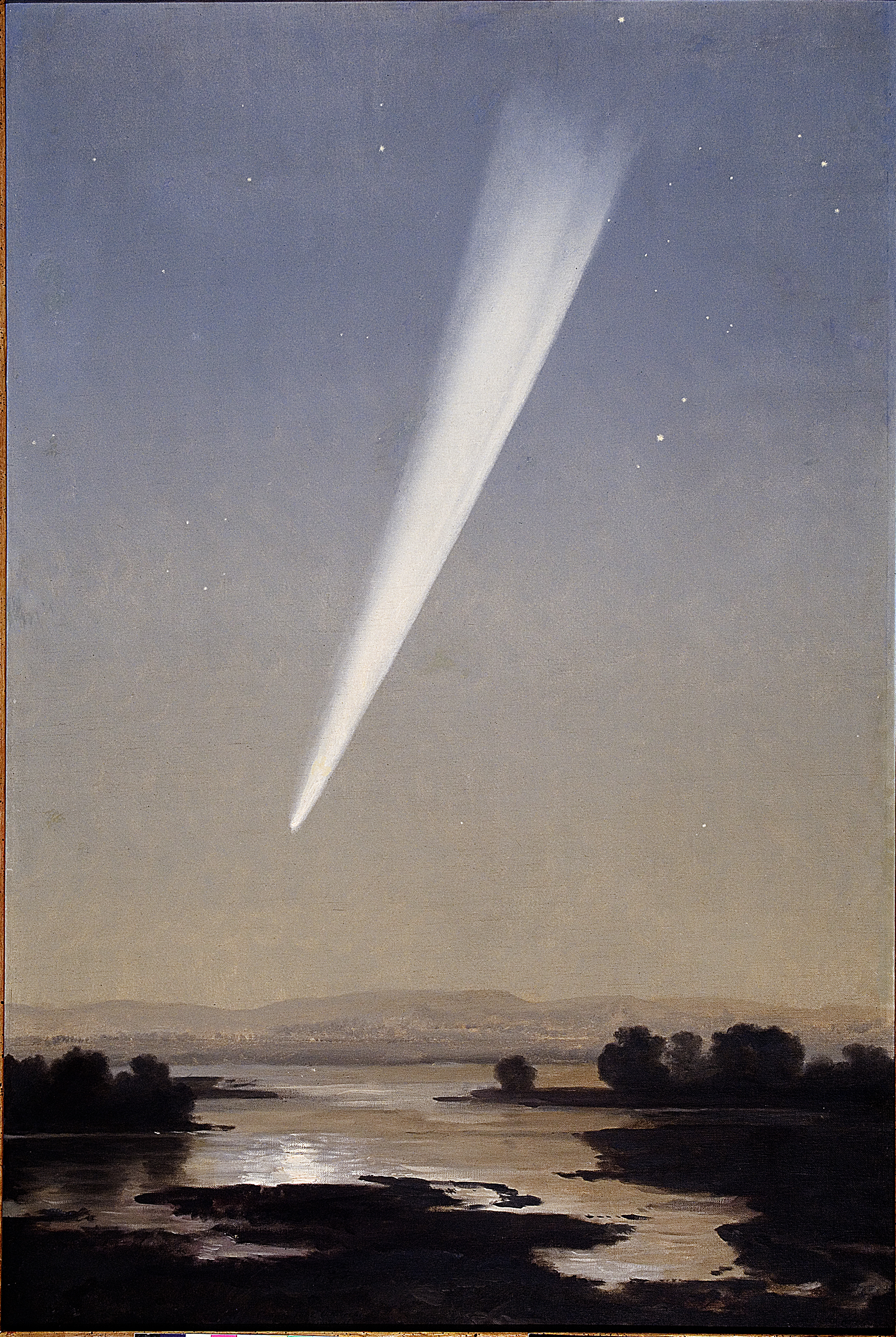
El Cometa de 1882.
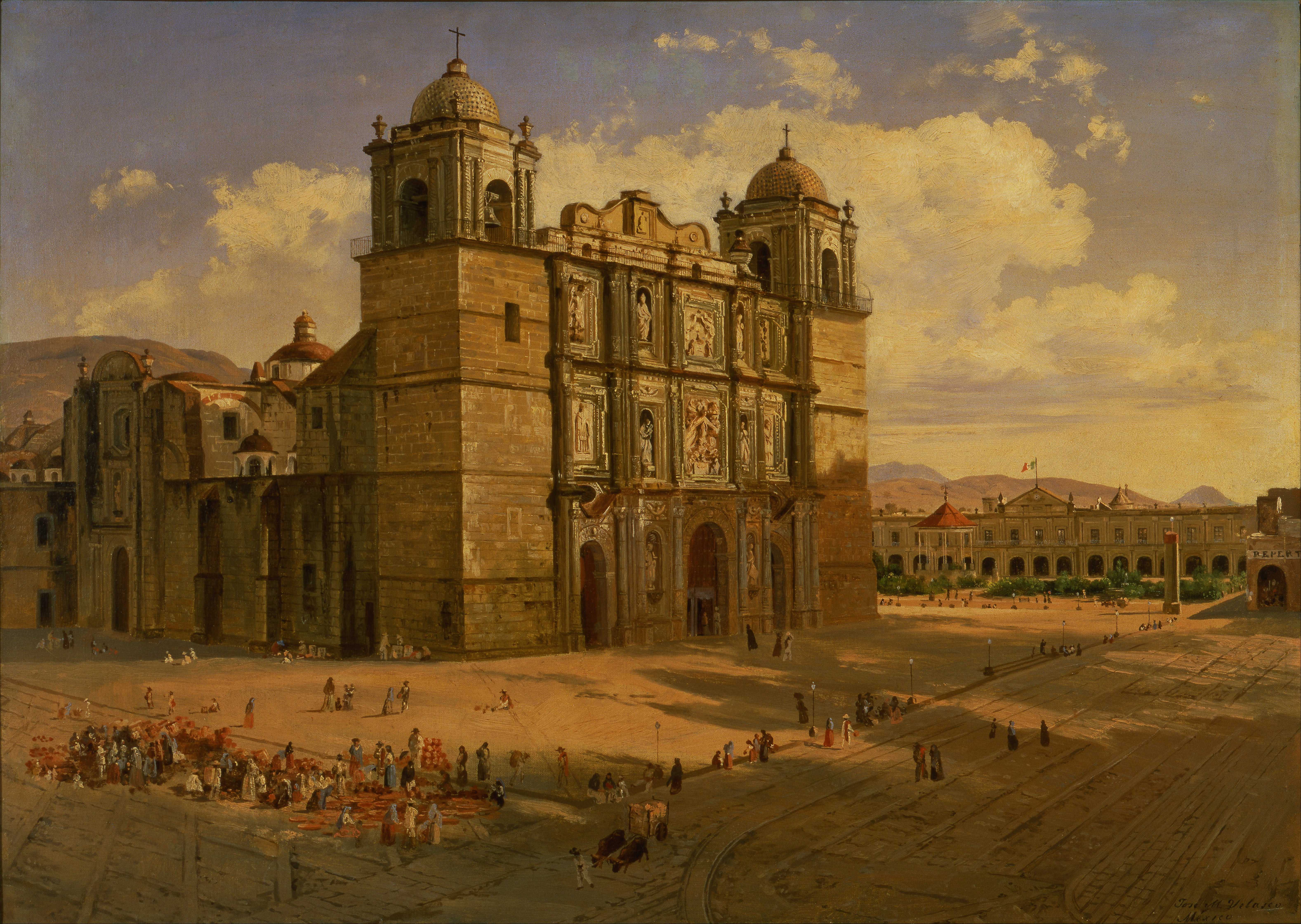
Catedral de Oaxaca.
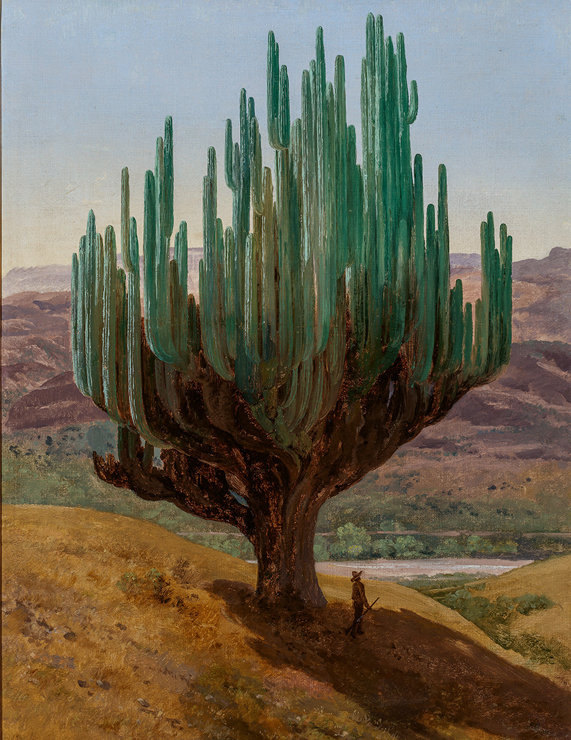
Cardón, Estado de Oaxaca.
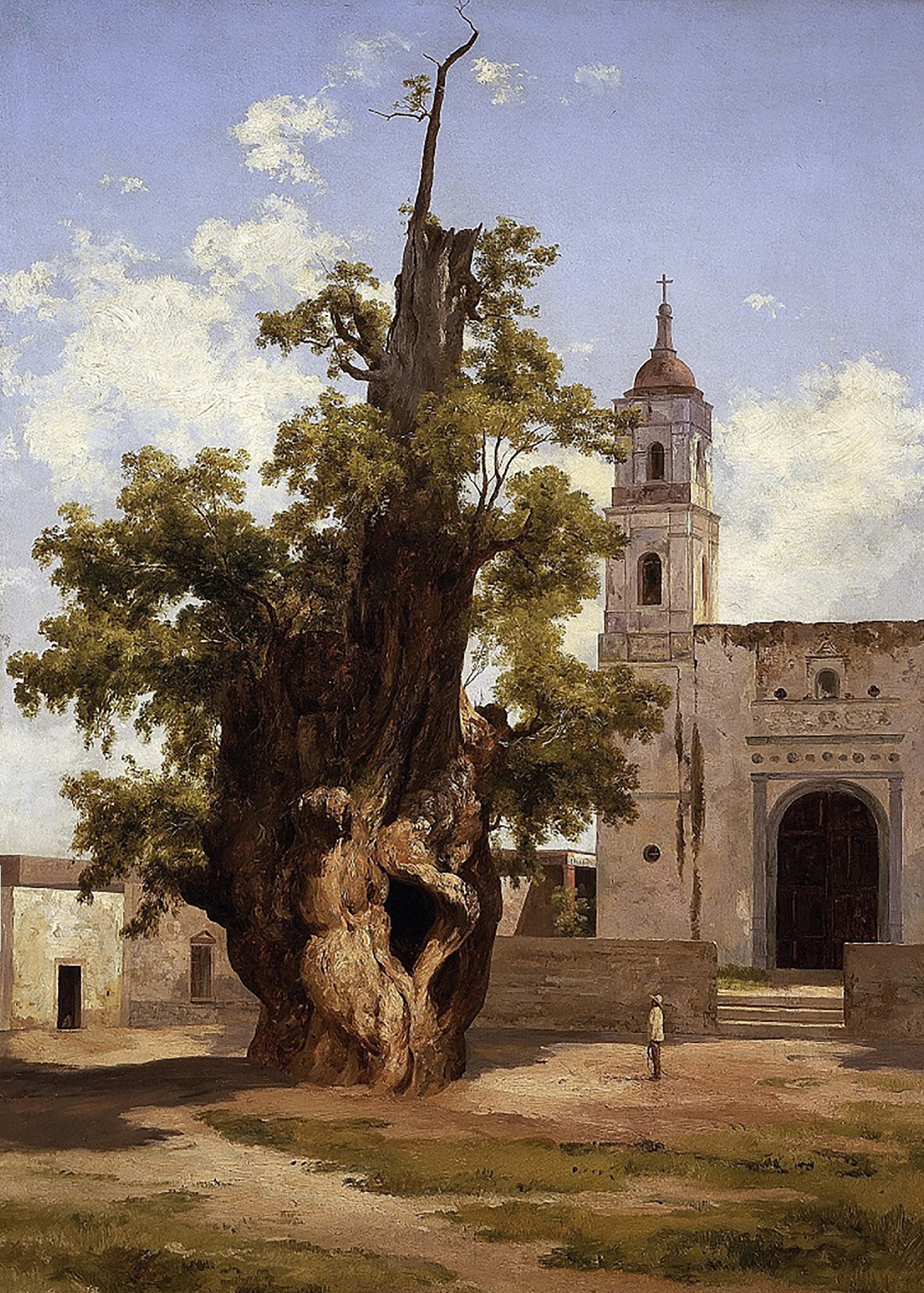
Ahuehuete de la noche triste.
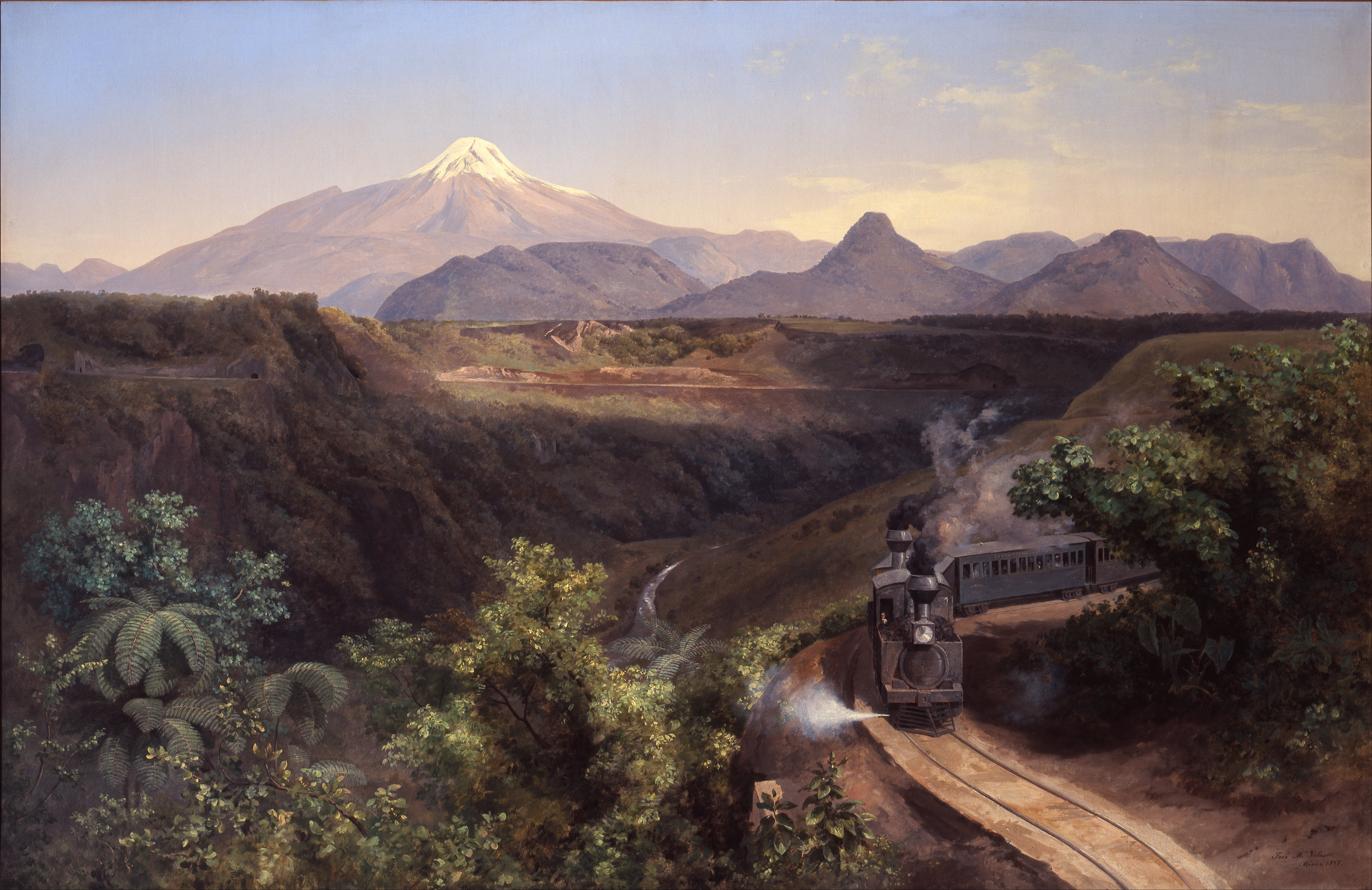
Cañada de Metlac.
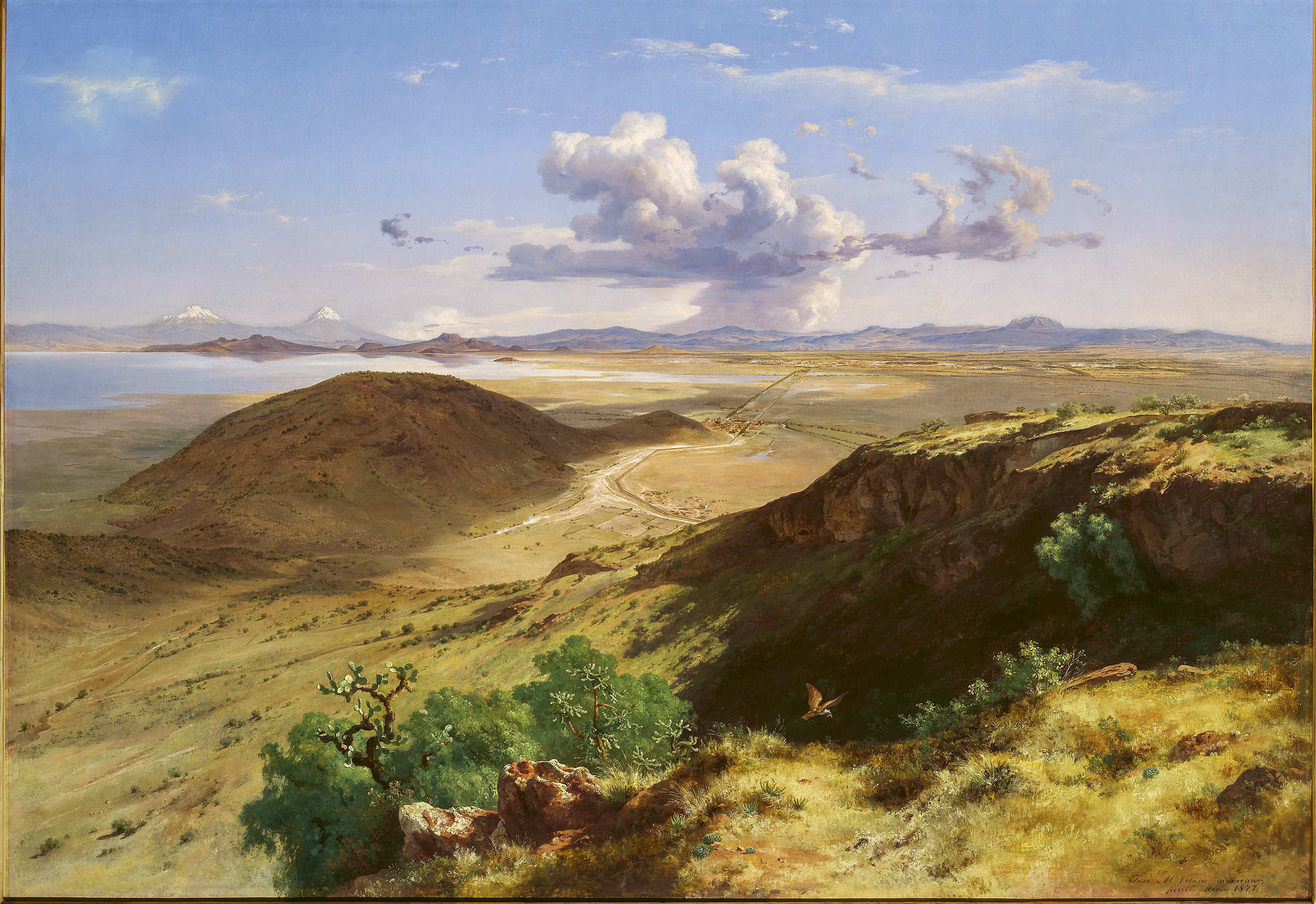
El valle de México.
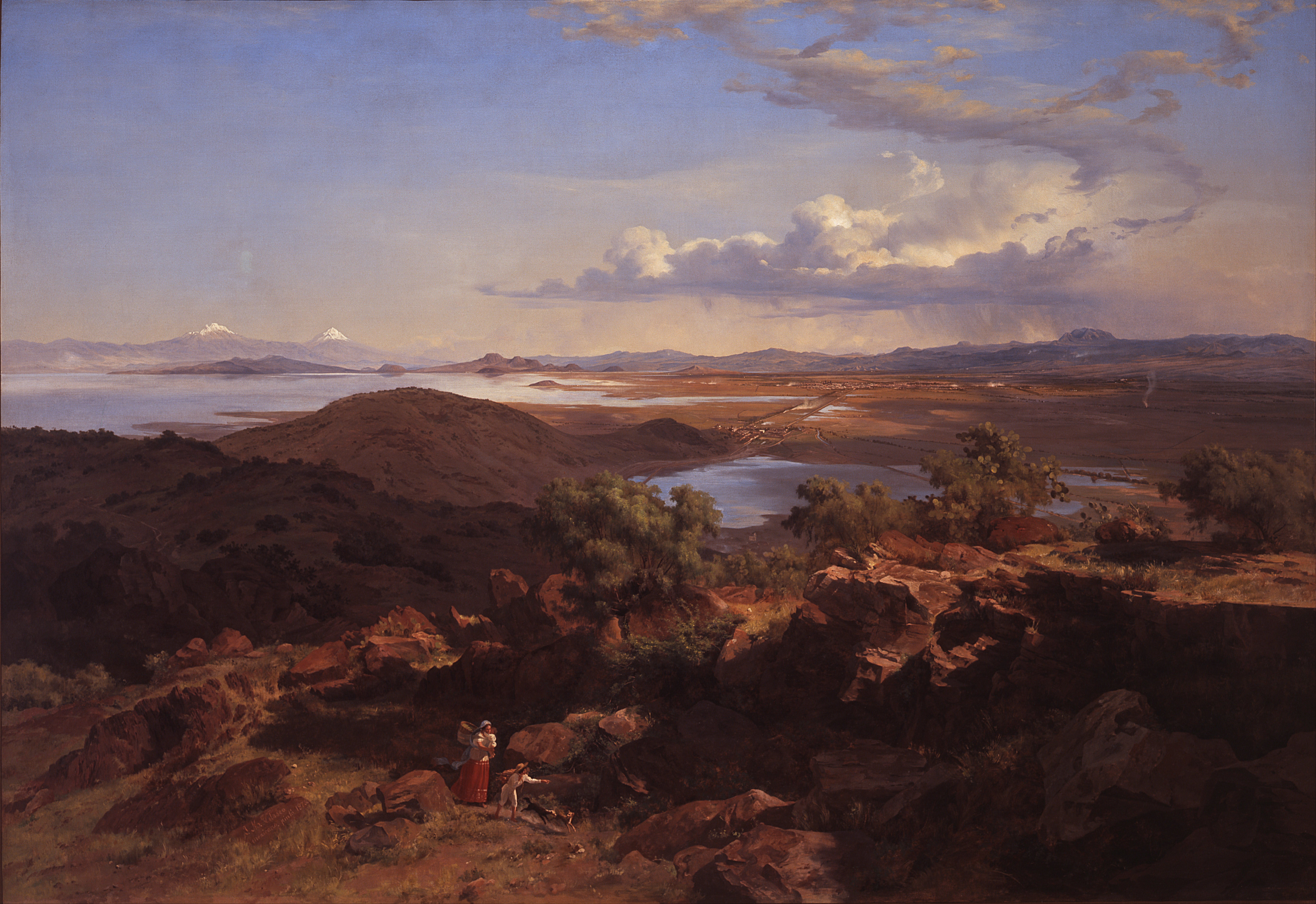
El valle de México desde el cerro de Santa Isabel.
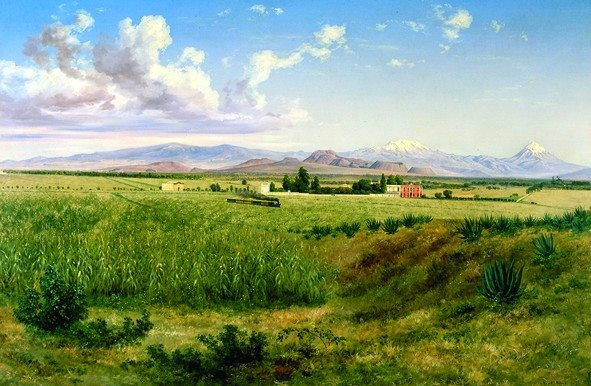
Hacienda de San Antonio Coapa
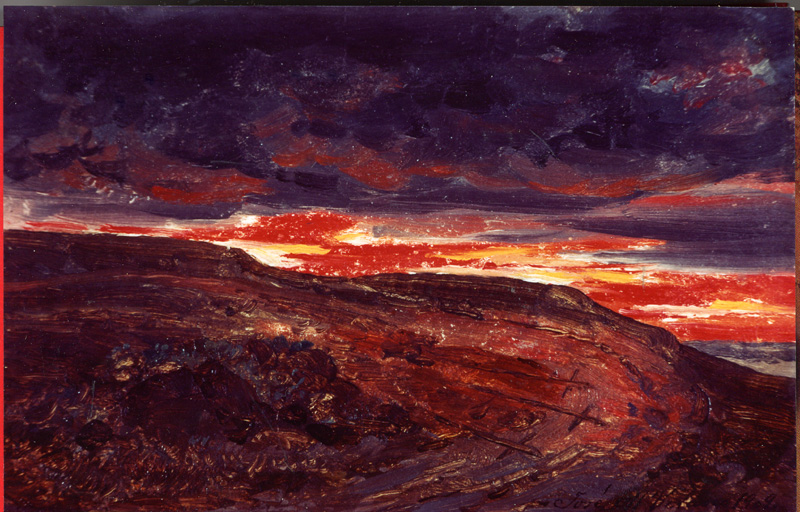
El Monte Calvario.